# El Paso megye (Texas)
El Paso megye az Amerikai Egyesült Államokban, azon belül Texas államban található. Megyeszékhelye és legnagyobb városa El Paso. Lakosainak száma 865 657 fő (2020. április 1.). El Paso megye Hudspeth, Doña Ana, Otero, Guadalupe község és Juárez község megyékkel határos.

## Népesség
A megye népességének változása:
| Lakosok száma | 803 568 | 818 431 | 828 600 | 827 718 | 835 593 | 865 657 |
|               | 2010    | 2011    | 2012    | 2013    | 2015    | 2020    |